# قصر دوقرة التاريخي
قصر دوقرة هو قصر تاريخي يقع على بعد 40 كيلو متر جنوب غرب مدينة طريف.

## الموقع
يقع القصر في موضع يدعى دوقرة على بعد 40 كيلو متر جنوب غرب مدينة طريف شمال المملكة العربية السعودية. كما يوجد بجوار موقع دوقرة جبل يسمى أقرن و جبل آخر باسم دوقرة و آثار لقصر سمي باسم قصر دوقرة.

## التاريخ
تشير الدراسات المبدئية في الموقع أن القصر يعود لفترة ما قبل الإسلام، حيث تم العثور على قطع فخاريه تعود للعصر الروماني، كما ذكرت موسوعة المملكة أن القصر يعود لدولة الغساسنة العربية، وأشارت دلائل أخرى على استمرار استخدامه حتى الفترة الأموية.

## هيكل القصر
مساحة القصر في حدود 5800 متر مربعِ، وتظهر أساسيات القصر أنه مربع الشكل وطول ضلعه 42,5م، مبني من الأحجار البركانية الكبيرة المهذبة، وطريقة البناء متقنة روعي فيها استقامة المداميك وتناسقها وقوتها وتربط بينها مونة طينية، ويبلغ سمك الجدار الخارجي 1،30 م، أما الجدران الداخلية فيبلغ سمكها 0,8م.
للقصر بوابة في منتصف جداره الشرقي يبلغ اتساعه 2,85م، ترتفع حجارتها قليلا عن الأساسيات المجاورة لضخامة الأحجار التي استخدمت في بنائها.
يتكون القصر من قسمين: القسم الأول يحوي فناء يشكل الجزء الأكبر من الفناء وهو مستطيل الشكل، وفيه بئر دائري الشكل قطره 2,5م. بينما القسم الآخر من القصر يتكون من 7 غرف ملاصقة للجدار الغربي عرض كل واحدة من الغرف 4,5 م بأطوال مختلفة تتراوح بني 4,7 م إلى 5,7 م.
لكل غرفة بالقصر باب عرضه 1,25 م, وتتصل جميع الغرف فيما بينها بأبواب عرضها متر واحد.